# مارغريت كينياتا
مارغريت وانجيرو غوكو كينياتا (بالإنجليزية: Margaret Gakuo Wanjiru Kenyatta)‏ هي معلمة كينية وسيدة كينيا الأولى ولدت في يوم 8 أبريل 1964 في مدينة مولو في كينيا لأب كيني وأم ألمانية. أكملت دراستها في جامعة كينياتا. هي زوجة رئيس جمهورية كينيا الحالي أوهورو كينياتا ولها منه ثلاثة أبناء.